# 梨視頻
梨視頻（リーシーピン、中国語: 梨视频）は、中国大陸の短い動画を扱う情報サイトのひとつ。英字表記では、Pear Video（ペア・ビデオ）といい、ショートムービープラットフォーム、動画配信サイト、動画配信アプリなどと紹介されている。
おもに30秒から3分程度の短い動画を扱い、2018年の時点で1日に約1500万本が作成され、再生回数は10億回以上とされた。中国国外のニュース映像も多い。

## 沿革
2016年7月、『東方早報 (东方早报)』や「澎湃新聞 (澎湃新闻)」の責任ある地位にあった邱兵が、その職を離れ、澎湃新聞を始めた仲間、運営の初期に関わった仲間から主だった人々を集め、短い動画を扱う情報サイトとして梨視頻を立ち上げた。11月にネット上に公開され、内容は「時事や政治の突発的ニュース」をおもに扱い、それまで中国大陸の情報動画サイトのプラットホームにあった空白を埋め、一定の社会的影響力をもつようになった。
しかし、2017年2月4日以降、このサイトは北京市当局のいくつもの部局から、「インターネット・ニュース情報サービス管理規定 (互联网新闻信息服务管理规定)」や「インターネット番組視聴サービス管理規定 (互联网视听节目服务管理规定)」に違反し、許可なくインターネットを使ったニュース情報サービス、インターネット番組視聴サービスをおこなったとして摘発され、全面的に業務を整理改善するよう命じられた。
2月10日，邱兵は、微信の公式アカウント（公众号）を通して、「梨視頻は2.0版にアップグレードします（梨视频升级为2.0版）」と宣言し、整理改善後のサイトでは時事や政治の類の動画は削除されるようになり、情報の内容は時事や政治の話題を避けるようになり、人々の日常生活や娯楽に関する内容へと傾いていった。
梨視頻は、華人文化産業投資基金、人民網、騰訊産業共栄基金（腾讯产业共赢基金）などから投資を受けている。